# Liya Petrova
Liya Petrova (1990) is een Bulgaarse violiste.

## Biografie
Petrova werd geboren in de Bulgaarse hoofdstad Sofia, in een muzikale familie. Ze begon op haar vierde viool te spelen en als zesjarige trad ze reeds op als soliste met verschillende orkesten. Toen ze acht was kreeg ze de Mozart-medaille en een prijs van UNESCO. Op elfjarige leeftijd ging ze in Duitsland studeren aan de Hochschule für Musik und Theater in Rostock, bij violist Petru Munteanu. Vervolgens studeerde ze bij dirigent Augustin Dumay aan de Muziekkapel Koningin Elisabeth in Waterloo. Ze vervolledigde haar studie bij violist Renaud Capuçon aan het Conservatoire de Lausanne en bij violiste Antje Weithaas aan de Hochschule für Musik Hans Eisler in Berlijn. Tevens kreeg ze lessen van vioolpedagogen als Boris Kuschnir, Lewis Kaplan, Ivri Gitlys, Eduard Grag en Shlomo Mintz.
Sinds haar debuut in de Laeiszhalle in Hamburg concerteerde Petrova in grote concertzalen als de Accademia Nazionale di Santa Cecilia in Rome, Salle Unesco in Parijs, Rudolfinum in Praag, Auditorium Rainier III in Monaco en Bozar in Brussel. Ze trad op met orkesten zoals Orchestre de Paris, Orchestre Philharmonique de Radio France, Radio Filharmonisch Orkest, Royal Philharmonic Orchestra, Orchestre National de Lyon, Orchestre philharmonique du Luxembourg, Antwerp Symphony Orchestra, Brussels Philharmonic, Orchestre national Bordeaux Aquitaine, Orchestre national de Lille, Orchestre national des Pays de la Loire, Orchestre national Avignon-Provence, Orchestre de Pau Pays de Béarn, Orchestre de Chambre Nouvelle-Aquitaine, Philharmonie zuidnederland, Sinfonia Varsovia, Bergische Symphoniker, Nationaal Orkest van België, Staatskapelle Weimar, Norddeutsche Philharmonie Rostock en Kansai Symphony Orchestra in Osaka en speelde onder leiding van dirigenten als Stanislav Kochanovsky, Elim Chan, Duncan Ward, Alexander Liebreich, Krzysztof Penderecki, Nikolaj Szeps-Znaider, Diego Fasolis, Jan Willem de Vriend, Yan Tortelier, Xian Zhang, Marzena Diakun, Christopher Warren-Green, Faisal Karoui, Jean-François Heisser, Ariane Matiakh, Jesús López Cobos, Michel Tabachnik en Philippe Herreweghe. Ze was te gast op kamermuziekfestivals zoals Mecklenburg-Vorpommern Festspiele, Rheingau Festival, Ludwigsburger Schlossfestspiele, Festival de Pâques d’Aix-en-Provence, La Folle Journée, Festival International de Piano de La Roque d’Anthéron en Rencontres Musicales d'Évian.
Voor kamermuziek concerten speelt Liya regelmatig met pianisten Alexandre Kantorow, Beatrice Rana, Eric Le Sage en Adam Laloum of met cellisten Pablo Ferrandez, Aurélien Pascal en Bruno Philippe. Daarnaast heeft ze ook samengewerkt met Martha Argerich, Emmanuel Pahud, Paul Meyer, Lise Berthaud, Daishin Kashimoto, Joeri Basjmet, Mischa Maisky, Augustin Dumay, James Ehnes, Nicholas Angelich, Frank Braley, Yuja Wang, Gérard Caussé, Antoine Tamestit, Gary Hoffman, Gautier Capuçon en Ivan Karizna. 
In 2016 wint Petrova de eerste prijs op de Carl Nielsen International Violin Competition in Denemarken. Voor haar debuutalbum Violin Concertos kiest ze voor het Violin Concerto van Nielsen, naast Violin Concerto No. 1 van Sergej Prokofjev, dat ze opneemt met het Odense Symfoniorkester, onder leiding van dirigente Kristiina Poska. Deze cd verschijnt in 2018 bij het platenlabel Orchid Classics. Over haar speciale band met deze compositie, die ze al honderden keren speelde, zegt Petrova in een interview het volgende: "Zelfs na al die uitvoeringen kan ik er nog elke keer een nieuwe laag aan toevoegen. Ik blijf nieuwigheden ontdekken, blijf steeds dieper in de muziek graven. ... Elke keer ga je net dat tikkeltje dieper. Elke keer begrijp je het net dat beetje beter." In 2022 herneemt ze het Vioolconcerto van Nielsen met Symfonieorkest Vlaanderen en Kristiina Poska, samen met werk van componisten Michael Fine en Edward Elgar. Met dit programma genaamd Enigma Variations treden ze op in Concertgebouw Brugge, Bijloke in Gent, De Singel in Antwerpen en De Spil in Roeselare.
Sinds 2019 is Petrova verbonden aan het Mirare platenlabel. Hun eerste samenwerking is de cd Beethoven - Britten - Barber, waarop ze samen met pianist Boris Kusnezow werk van die drie componisten uitvoert. Violin Concertos In D volgt in 2021, met werk van Beethoven en Mozart, onder leiding van dirigent Jean-Jacques Kantorow aan het hoofd van de Sinfonia Varsovia. In het voorjaar van 2023 presenteerde ze Momentum 1, het eerste deel van een samenwerking met The Royal Philharmonic Orchestra onder leiding van Duncan Ward, waarop werk van William Walton en Ottorino Respighi vertolkt wordt.
Tijdens de lockdown tijdens de coronapandemie lanceert ze in het voorjaar van 2020 het Musikfest Parissienne in Salle Cortot te Parijs. De eerste editie vindt plaats zonder publiek en is online een groot succes. In 2022 creëert ze samen met haar vrienden Alexandre Kantorow en Aurélien Pascal het festival Les Rencontres Musicales de Nîmes.

## Onderscheidingen
- 2004 - International Louis Spohr Competition for Young Violinists - 2e plaats.[21]
- 2009 - Vaclav Huml Internationale Competitie in Zagreb - 2e plaats.[22]
- 2013 - Tibor Varga Sion Valais Competition - 2e plaats.[23]
- 2015 - Sonderpreise der Deutschen Stiftung Musikleben.[24]
- 2016 - Carl Nielsen International Competition - gedeelde eerste prijs voor viool.[10]